# Федерація бадмінтону України
Федерація бадмінтону України (ФБУ) — громадська організація, яка займається проведенням на території України змагань з бадмінтону. Заснована у жовтні 1992 року, член Всесвітньої федерації бадмінтону (БВФ) та Європейської федерації бадмінтону (ЄФБ). З метою популяризації та розвитку виду спорту створені комісії (суддівська, спротивна, тренерська), які очолюють найкращі фахівці з бадмінтону, поквартально проводяться засідання ФБУ.
Бадмінтон розвивається в 16 областях України. Зокрема, в Дніпропетровській та Харківській він є пріоритетним. Загалом працює 79 тренерів, 6 ДЮСШ, 2 ШВСМ, в яких займаються 2334 спортсмени.
Під егідою федерації проводиться командний чемпіонат України (супер та вища ліги) та особистий чемпіонат та Кубок України, вікові чемпіонати України. Команда СК «Метеор» бере участь у змаганнях Кубка європейських чемпіонів, де двічі була бронзовим призером. Змагання з бадмінтону також охоплюють всі рівні закладів освіти завдяки наступним турнірам: Гімназіада, Універсіада, Спортивні ігри закладів професійно-технічної та фахової передвищої освіти. Для популяризації виду спорту в 2021 році був започаткований чемпіонат України "Шкільна бадмінтонна ліга".
Владислав Дружченко постійно бере участь у серії Гран-Прі світу та Європи, а також переможець міжнародного турніру у Німеччині у 2005 році серії «Гран-Прі Європи». Лариса Грига у 2003 році стала чемпіонкою Європи серед юніорів. Владислав Дружченко та Лариса Грига — учасники літніх Олімпійських ігор 2008 у Пекіні.
У 2005 році збірна України з бадмінтону стала срібним призером чемпіонату Європи серед студентів, а Марія Мартиненко та Дмитро Завадський стали переможцями в особистій першості. Серед призерів: Віталій Конов, Ганна Кобцева, Олена Прус. Юніорська збірна України посіла 9 місце на чемпіонаті Європи.

## Структура

### Президія ФБУ
- Дніпров Олексій Сергійович — Президент Федерації бадмінтону України.
- Продан Василь Васильович — Віце-президент Федерації бадмінтону України.
- Олійник Святослав Висильович — Віце-президент Федерації бадмінтону України.
- Гусаров Вадим Володимирович — Генеральний секретар Федерації бадмінтону України.

### Рада ФБУ (виконавчий комітет)
- Дніпров Олексій Сергійович — Президент Федерації бадмінтону України.
- Продан Василь Васильович — Віце-президент Федерації бадмінтону України.
- Олійник Святослав Висильович — Віце-президент Федерації бадмінтону України.
- Гусаров Вадим Володимирович — Генеральний секретар Федерації бадмінтону України.
- Ніколенко Олеся — спеціаліст з міжнародних зв'язків.
- Онищенко Сергій Васильович — голова тренерської ради.
- Самсонюк Олександр Петрович — голова спортивно-технічної комісії.
- Натаров Георгій Вадимович — голова суддівської колегії.
- Карпенко Дмитро Віталійович  — голова любительсько-ветеранської комісії.
- Махновський Геннадій Абрамович  — представник Харківської області.
- Кротов Андрій Олександрович — представник Миколаївської області.
- Федоров Валентин Андрійович — представник Одеської області.
- Охотний Олександр Олександрович — представник Дніпропетровської області.
- Цепенда Ігор Євгенович  — представник областей Західної України, науковий супровід.
- Семенюта Вікторія Володимирівна  — парабадмінтон, дефбадмінтон.
- Флінт Аліна Русланівна  — національний координатор освітніх програм та семінарів з бадмінтону.
- Славінський Дмитро  — матеріально-технічне забезпечення збірної команди України, рпедставник Міністерства молдоді та спорту України.
- Почтарьов Артем Сергійович — представник спортсменів.

колишні члени Президії
- Президент — Віктор Швачко (м. Київ)
- Віце-президент — Костянтин Вавілов (м. Дніпропетровськ)
- Віце-президент — Микола Барабаш (м. Одеса)
- Генеральний секретар — Сергій Онищенко (м. Київ)
- Голова спортивно-технічної комісії — Микола Міленевський (м. Київ)
- Голова судейської комісії — Анатолій Сербулов (м. Миколаїв)

### Колективні члени ФБУ
- Вінницька обласна федерація бадмінтону
- Дніпропетровська обласна федерація бадмінтону
- Федерація бадмінтону м. Дніпропетровска
- Донецька обласна федерація бадмінтону
- Житомирська обласна федерація бадмінтону
- Запорізька обласна федерація бадмінтону
- Федерація бадмінтону м. Києва
- Федерація бадмінтону АР Крим
- Львівська обласна федерація бадмінтону
- Миколаївська обласна федерація бадмінтону
- Федерація бадмінтону м. Миколаєва
- Одеська обласна федерація бадмінтону
- Полтавська обласна федерація бадмінтону
- Федерація бадмінтону м. Севастополя
- Харківська обласна федерація бадмінтону
- Черкаська обласна федерація бадмінтону
- Асоціація інвалідів України
- Федерація бадмінтону Рівненської області